# Mabra haematophaga
Mabra haematophaga là một loài bướm đêm trong họ Crambidae.